# 梁鴻翥
梁鴻翥（？—？），廣東省廣州府三水縣人，清朝政治人物、進士出身。
光緒九年（1883年），参加癸未科殿試，登進士二甲122名。同年五月，改翰林院庶吉士。光緒十二年四月，散館，著以知县即用。